# Fotoforesi
Per fotoforesi si intende il fenomeno per il quale piccole particelle sospese in gas (aerosol) o liquidi (idrocolloidi) iniziano a muoversi quando vengono illuminate da un fascio di luce sufficientemente intenso. L'esistenza di questo fenomeno è dovuta ad una distribuzione non uniforme della temperatura di una particella illuminata in un fluido. Indipendentemente dalla fotoforesi, in una miscela fluida di diversi tipi di particelle, la migrazione di alcuni tipi di particelle può essere dovuta a differenze nel loro assorbimento della radiazione termica e di altri effetti termici collettivamente noti come termoforesi. Nella fotoforesi laser, le particelle migrano non appena hanno un indice di rifrazione diverso dal mezzo circostante. La migrazione delle particelle è di solito possibile quando il laser è poco o per nulla focalizzato. Una particella con un indice di rifrazione più elevato rispetto alla molecola circostante si allontana dalla sorgente luminosa a causa del trasferimento di quantità di moto dai fotoni di luce assorbita e diffusa. Questa è chiamata forza della pressione di radiazione. Questa forza dipende dall'intensità della luce e dalle dimensioni delle particelle, ma non ha nulla a che fare con il mezzo circostante. Proprio come nel radiometro di Crookes, la luce può riscaldare da un lato e le molecole di gas rimbalzano da quella superficie con maggiore velocità, quindi spingere la particella verso l'altro lato. In determinate condizioni, con particelle di diametro paragonabile alla lunghezza d'onda della luce, si verifica il fenomeno di una fotoforesi indiretta negativa, a causa della diversa generazione di calore sull'irradiazione laser tra la parte posteriore e anteriore delle particelle, questo produce un gradiente di temperatura nel mezzo intorno alla particella tale che le molecole sul lato più lontano della particella dalla sorgente luminosa possono arrivare a riscaldarsi maggiormente, provocando il movimento della particella verso la sorgente luminosa.
Se la particella sospesa sta ruotando, subirà anche l'effetto Yarkovsky.
La scoperta della fotoforesi è solitamente attribuita a Felix Ehrenhaft negli anni '20, anche se osservazioni precedenti sono state fatte da altri, tra cui Augustin-Jean Fresnel.

## Applicazioni della fotoforesi
Le applicazioni della fotoforesi si estendono nelle varie branche della scienza, quindi fisica, chimica e biologia. La fotoforesi viene applicata nella cattura e levitazione delle particelle, nel frazionamento del flusso di particelle, nella determinazione della conducibilità termica e della temperatura di grani microscopici e anche nel trasporto di particelle di fuliggine nell'atmosfera. L'uso della luce nella separazione di particelle aerosol in base alle loro proprietà ottiche, rende possibile la separazione di particelle organiche e inorganiche della stessa dimensione aerodinamica.
Recentemente, la fotoforesi è stata proposta come meccanismo di selezione chirale per nanotubi di carbonio a parete singola. Il metodo proposto utilizzerebbe differenze negli spettri di assorbimento dei nanotubi di carbonio semiconduttori derivanti da transizioni otticamente eccitate nella struttura elettronica. Se sviluppata la tecnica sarebbe di ordini di grandezza più veloce rispetto alle tecniche di ultracentrifugazione attualmente in uso.

## Teoria della fotoforesi
La fotoforesi diretta è causata dal trasferimento del momento fotonico ad una particella per rifrazione e riflessione. Il movimento delle particelle in avanti si verifica quando la particella è trasparente e ha un indice di rifrazione maggiore rispetto al mezzo circostante. La fotoforesi indiretta si verifica come risultato di un aumento dell'energia cinetica delle molecole quando le particelle assorbono la luce incidente solo sul lato irradiato, creando così un gradiente di temperatura all'interno della particella. In questa situazione lo strato di gas circostante raggiunge l'equilibrio di temperatura con la superficie della particella. Molecole con maggiore energia cinetica nella regione a temperatura del gas più elevata incidono sulla particella con una maggiore quantità di momento rispetto alle molecole nella regione fredda; ciò causa una migrazione delle particelle in una direzione opposta al gradiente di temperatura superficiale. La componente della forza fotoforetica responsabile di questo fenomeno è chiamata forza radiometrica. Questa è il risultato di una distribuzione non uniforme dell'energia radiante (funzione della sorgente all'interno di una particella). La forza fotoforetica indiretta dipende dalle proprietà fisiche della particella e del mezzo circostante.
Per pressioni {\displaystyle p}dove la traiettoria media libera del gas è molto più grande della dimensione caratteristica {\displaystyle r_{0}} della particella sospesa (fotoforesi diretta), la forza longitudinale è
{\displaystyle \mathbf {F} _{\text{phot}}=-{\frac {\pi }{3}}\,\alpha \,\alpha _{\text{m}}{\frac {p}{\sqrt {{\overline {T_{\text{gas}}^{\text{out}}}}\,T_{\text{gas}}^{\text{in}}}}}\,r_{0}^{2}\,{\frac {I\,J_{1}}{{\frac {k}{r_{0}}}+4\sigma _{\text{SB}}\varepsilon \,T_{\text{black body}}^{3}}}\,\mathbf {e} _{z}}
dove è la temperatura media del gas disperso (coefficiente di adattamento termico {\displaystyle \alpha }, coefficiente di accomodamento del momento {\displaystyle \alpha _{\text{m}}})
{\displaystyle {\overline {T_{\text{gas}}^{\text{out}}}}=T_{\text{gas}}^{\text{in}}+\alpha \left(T_{\text{black body}}-T_{\text{gas}}^{\text{in}}\right)}
e la temperatura del corpo nero della particella (flusso luminoso netto {\displaystyle I=\varepsilon \,I_{0}}, Costante di Stefan Boltzmann {\displaystyle \sigma _{\text{SB}}}, temperatura del campo di radiazione {\displaystyle T_{\text{opt}}})
{\displaystyle T_{\text{black body}}={\sqrt[{4}]{{\frac {I_{0}}{4\sigma _{\text{SB}}}}+T_{\text{opt}}^{4}}}}
{\displaystyle k} è la conducibilità termica della particella. Il fattore di asimmetria per le sfere {\displaystyle J_{1}}di solito {\displaystyle 1/2} (fotoforesi longitudinale positiva). Per le particelle non sferiche, la forza media esercitata sulla particella è data dalla stessa equazione in cui il raggio {\displaystyle r_{0}}è ora il raggio della rispettiva sfera equivalente al volume.